# Ліповець (округ Рімавска Собота)
Ліповец (словац. Lipovec, угор. Gömörlipóc) — село, громада в окрузі Рімавска Собота, Банськобистрицький край, Словаччина. Кадастрова площа громади — 4,09 км². Населення — 108 осіб (за оцінкою на 31 грудня 2017 р.).
Перша згадка 1413 року.

## Географія
Протікає потік Дрєнок.

## Населення
| Рік:            | 1994. | 2004.   | 2014.    | 2024.    |
| --------------- | ----- | ------- | -------- | -------- |
| Кількість осіб: | 83    | 76      | 102      | 90       |
| Різниця:        |       | -8,43 % | +34,21 % | -11,76 % |

| Рік:            | 2023. | 2024.   |
| --------------- | ----- | ------- |
| Кількість осіб: | 86    | 90      |
| Різниця:        |       | +4,65 % |